# Blisibimod
Blisibimod (còn được gọi là A-623, trước đây là AMG 623) là một chất đối kháng chọn lọc của yếu tố kích hoạt tế bào B (BAFF, còn được gọi là chất kích thích tế bào lympho B hoặc BLyS), được phát triển bởi Anthera Pharmaceuticals để điều trị bệnh lupus ban đỏ hệ thống. Nó hiện đang được điều tra tích cực trong các thử nghiệm lâm sàng.

## Cơ chế hoạt động
Blisibimod là một protein tổng hợp bao gồm bốn miền liên kết BAFF hợp nhất với đầu N của vùng kết tinh mảnh (Fc) của một kháng thể người.
BAFF có liên quan đến sự sống sót, kích hoạt và biệt hóa tế bào B. Nồng độ BAFF tăng cao có liên quan đến một số bệnh tự miễn qua trung gian tế bào B, bao gồm lupus ban đỏ hệ thống, viêm thận lupus, viêm khớp dạng thấp,   đa xơ cứng, Hội chứng Sjögren, Bệnh Graves, và viêm tuyến giáp Hashimoto.  Blisibimod liên kết với BAFF và ức chế tương tác với các thụ thể BAFF, do đó làm giảm sự sống và tăng sinh tế bào B trên toàn cơ thể.  Những cải thiện trong hoạt động của bệnh đã được quan sát thấy ở những bệnh nhân bị lupus ban đỏ hệ thống  và viêm khớp dạng thấp  sau khi điều trị bằng thuốc ức chế BAFF trong các thử nghiệm lâm sàng.

## Phát triển
Blisibimod ban đầu được phát triển bởi Amgen, với các thử nghiệm ở Giai đoạn I chứng minh sự an toàn tương đương giữa các phương pháp điều trị blisibimod và giả dược. Sau đó, nó đã được mua lại bởi Anthera Pharmaceuticals, người vào năm 2010 đã khởi xướng một nghiên cứu toàn cầu giai đoạn II có tên PEARL-SC để điều tra hiệu quả, an toàn và khả năng dung nạp của blisibimod ở những đối tượng mắc bệnh lupus ban đỏ hệ thống.  Nghiên cứu PEARL-SC, hoàn thành vào tháng 4 năm 2012, mang lại dữ liệu đã được công bố. Blisibimod hiện đang được thử nghiệm trong nghiên cứu Giai đoạn 3, CHABLIS-SC1, đối với bệnh lupus ban đỏ hệ thống, và nghiên cứu Giai đoạn 2, BRIGHT-SC, đối với bệnh thận IgA.